# Crystal Beach (Nueva York)
Crystal Beach es un lugar designado por el censo ubicado en el condado de Ontario en el estado estadounidense de Nueva York. En el año 2010 tenía una población de 644 habitantes.

## Geografía
Crystal Beach se encuentra ubicado en las coordenadas 42°48′39″N 77°15′22″O / 42.81083, -77.25611.